# (20038) Arasaki
(20038) Arasaki est un astéroïde de la ceinture principale appartenant au groupe de Hilda.

## Description
(20038) Arasaki présente une orbite caractérisée par un demi-grand axe de 3,99 UA, une excentricité de 0,24 et une inclinaison de 19,6° par rapport à l'écliptique. Il a été découvert le 26 octobre 1992 par Kin Endate et Kazuro Watanabe. 